# Янік ван Осх
Янік ван Осх (нід. Yanick van Osch, нар. 24 березня 1997, Гертогенбос, Нідерланди) — нідерландський футболіст, воротар клубу «Фортуна» (Сіттард).

## Ігрова кар'єра

### Клубна
Янік ван Осх з 2005 починав займатися футболом в академії клубу ПСВ. З 2015 року воротаря було переведено до першої команди. Та в основі ПСВ ван Осх не провів жодного матчу, виступаючи лише за дубль команди «Йонг ПСВ» у Ерстедивізі.
Не маючи змоги пробитися до основи команди, ван Осх у 2020 році як вільний агент перейшов до клубу Ередивізі «Фортуна» з міста Сіттард, підписавши з клубом контракт до 2023 року.

### Збірна
З 2013 року Янік ван Осх захищав ворота юнацьких збірних Нідерландів всіх вікових категорій. Зіграв один матч у складі молодіжної збірної Нідерландів.